# کهایی
کهایی (به انگلیسی: Khai) یک روستا در پاکستان است که در پنجاب واقع شده‌است. کهایی ۵۷۶ متر بالاتر از سطح دریا واقع شده‌است.